# Garry Birtles
Garry Birtles (Nottingham, 1956. július 7. –) angol válogatott labdarúgó.

## Pályafutása

### Klubcsapatban
Pályafutását szülővárosa csapatában a Nottingham Forestben kezdte 1976-ban. Bemutatkozására 1977 márciusában került sor egy Hull City elleni másodosztályú bajnokin. Részese volt a klub sikerkorszakának, amikor az 1977–78-as idényben bajnoki címet és ligakupa győzelmet szereztek. A legnagyobb siker azonban csak ezután következett, ugyanis megnyerték az 1978–79-es és az 1979–80-as bajnokcsapatok Európa-kupáját, ráadásul az 1979-es UEFA-szuperkupát is elhódították. Négy szezon alatt 87 mérkőzésen lépett pályára és 32 alkalommal volt eredményes.
1980-ban a Manchester United szerződtette, ahol két idényt töltött. Egy Stoke City elleni mérkőzésen mutatkozott be új csapatában 1980. október 22-én. Az első idényében 28 találkozón kapott lehetőséget. 1982-ben visszatért korábbi csapatához a Nottingham Foresthez, ahol újabb négy szezont játszott, ezalatt 125 mérkőzésen 39 gólt szerzett. Ezt követően 1987 és 1989 között a Notts County csapatát erősítette. Az itt eltöltött 18 hónap alatt 63 mérkőzésen szerepelt és 9 alkalommal talált az ellenfelek kapujába. 1989 és 1992 között a Grimsby Town játékosa volt és innen is vonult vissza.

### A válogatottban
1979 és 1980 között két alkalommal játszott az angol U21-es válogatottban és egy gólt szerzett. 1980-ban három alkalommal szerepelt az angol válogatottban. Részt vett az 1980-as Európa-bajnokságon.

## Sikerei, díjai
Nottingham Forest
- Angol bajnok (1): 1977–78
- Angol ligakupa (2): 1977–78, 1978–79
- Bajnokcsapatok Európa-kupája (2): 1978–79, 1979–80
- UEFA-szuperkupa (1): 1979

## Statisztika

### Mérkőzései az angol válogatottban
| Anglia | Anglia            | Anglia                          | Anglia      | Anglia   | Anglia    | Anglia        | Anglia | Anglia  |
| #      | Dátum             | Helyszín                        | Hazai       | Eredmény | Vendég    | Kiírás        | Gólok  | Esemény |
| ------ | ----------------- | ------------------------------- | ----------- | -------- | --------- | ------------- | ------ | ------- |
| 1.     | 1980. május 13.   | London, Wembley Stadion         | Anglia      | 3 – 1    | Argentína | barátságos    | -      | 76'     |
| 2.     | 1980. június 15.  | Torino, Stadio Comunale         | Olaszország | 1 – 0    | Anglia    | Eb-csoportkör | -      | 75'     |
| 3.     | 1980. október 15. | Bukarest, Augusztus 23. Stadion | Románia     | 2 – 1    | Anglia    | vb-selejtező  | -      | 65'     |
|        | Összesen          |                                 |             | 3        | mérkőzés  |               | 0      | gól     |